# Linksrheinischer Rundfunk
Der Linksrheinische Rundfunk war ein privater Hörfunksender aus Rheinland-Pfalz. Es war der erste Hörfunksender der SPD.

## Geschichte
Privatrechtlicher Rundfunk war in Deutschland bis Anfang der 1980er Jahre nicht zulässig. Nach dem 3. Rundfunk-Urteil 1980 wurde dies möglich. Insbesondere durch CDU/FDP-regierten Länder wurde eine Liberalisierung des Medienrechts in den jeweiligen Landesmediengesetzen durchgesetzt und private Sender wurden zugelassen. Rheinland-Pfalz war mit dem Landesgesetzes über einen Versuch mit Breitbandkabel 1980 Vorreiter dieser Entwicklung. Die oppositionelle SPD hatte dieses Vorhaben abgelehnt. Dennoch entschloss sich die SPD Rheinland-Pfalz, die neuen Möglichkeiten zu nutzen und einen eigenen Sender zu betreiben. Der Name „Linksrheinischer Rundfunk“ bezog sich daher nicht nur auf das Sendegebiet, sondern auch auf die politische Ausrichtung des Senders.
Der Sender wurde von einer Veranstaltergemeinschaft angemeldet, der auch der Bund für Umwelt und Naturschutz Deutschland, die Arbeiterwohlfahrt, Pro Familia, der Allgemeine Automobilclub Europa und der Ökologisch-Demokratische Partei angehörten. Die Mehrzahl der angefragten Organisationen aus dem linken und gewerkschaftsnahen Spektrum hatten auf eine Beteiligung aus Risikogründen verzichtet. Die Anstalt für Kabelkommunikation erteilte dem Linksrheinischen Rundfunk eine Lizenz zur Mitnutzung einer terrestrischen Frequenz täglich von 16:00 bis 17:15 und nachts von 0:53 bis 1:13 Uhr. Am 1. Mai 1986 wurde der Sendebetrieb aufgenommen.
Betreibergesellschaft war die „LR Hörfunk GmbH & Co KG“. Trotz eines Zuschusses von 70.000 DM des SPD-Parteivorstands kam der Sender bald in wirtschaftliche Schwierigkeiten. Im Februar 1987 übernahm die SPD-eigene „Printmedien-Beteiligungsgesellschaft“ alle Anteile. 1988 wurde Geschäftsführer Wolfgang Ressmann durch Joachim Morawietz ersetzt. In der Folge wurde der Linksrheinische Rundfunk in die Veranstaltergemeinschaft Radio RPR integriert. Als Folge dieser Entwicklung reduzierte sich die Beteiligung der SPD in eine reine Kapitalbeteiligung. Heute hält die sozialdemokratische Deutsche Druck- und Verlagsgesellschaft einen Anteil von 9 % an RPR1.